# Стрид, Арне
Арне Стрид (швед. Arne Strid; род. 7 марта 1943) — шведский ботаник, специалист по растительности Греции.

## Биография
Арне Стрид родился 7 марта 1943 года в Кристианстаде.
Изучал ботанику, химию и генетику в Лундском университете, завершил обучение в 1970 году. Его диссертация касалась экспериментального исследования дифференциации и эволюции группы растений (Nigella arvensis), произрастающих на Эгейских островах (научный руководитель профессор Ханс Рунемарк). За эту работу он получил американскую премию «Jesse M. Greenman» как за лучшую диссертацию года в области систематики растений.
В 1973—2001 годах Арне Стрид был профессором ботаники в Копенгагенском университете и приглашенным профессором Университета Патр (Патры, Греция, 1997—1998 годы). В 2001—2008 годах он был директором Гётеборгского ботанического сада и Музея естествознания в Гётеборге. С 2011 — профессор-эмерит Ботанического сада Берлина, с 2015 — Университета Патр и с 2017 — Афинского национального университета имени Каподистрии. Стрид также является профессором-эмеритом Лундского и Копенгагенского университетов.
Кроме Греции, Арне Стрид изучал и систематизировал растения в Турции, Австралии и Южной Африке.

## Ботаническиеэпонимы
- Dichoropetalum stridii Hartvig) Pimenov & Kljuykov
- Onosma stridii Teppner
- Sagina stridii Kit Tan, Zarkos & Christodoulou
- Crocus biflorus subsp. stridii (Papan. & Zacharof) B.Mathew
- Astragalus stridii

## Отдельные публикации
- Strid, Arne. Wild flowers of mount Olympus (1980)[5]
- Strid, Arne. Mountain Flora of Greece: Volume 1 (1986)[6]
- Strid A., Kit Tan (eds), Mountain Flora of Greece: Volume 2 (1991)[7]
- Strid A., Phitos D., Snogerup S., Greuter W. (eds), The Red Data Book of rare and threatened plants of Greece (1995)
- Strid A., Kit Tan (eds), Flora Hellenica, Volume 1: Gymnospermae to Caryphyllaceae (1997)[8]
- Strid A., Kit Tan (eds), Flora Hellenica, Volume 2: Nymphaeaceae to Platanaceae (2002)[9]
- Strid, Arne. Flora Hellenica Bibliography (2006)
- Strid A., Kit Tan, Wildflowers of Greece (2009)[10]
- Strid A., Strid B. (eds), Flora Graeca Sibthorpiana re-issue (2013)
- Strid A., Dimopoulos P., Raus Th., Bergmeier E., Constantinidis Th., Iatrou G., Kokkini S., Tzanoudakis D., Vascular plants of Greece: An annotated checklist (2013)[11]
- Strid, Arne. Atlas of the Aegean Flora (2016)[12]